# Plonk

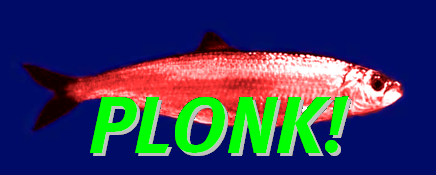
Plonkwaarschuwingslogo

Plonk is een begrip uit de internetwereld en wordt gebruikt op internetforums en op usenet.

## Herkomst en betekenis
Het is een onomatopee en is afgeleid van het geluid dat een voorwerp maakt wanneer het in de vuilnisbak wordt gegooid. In overdrachtelijke zin is het: het automatisch en ongezien filteren van alle berichten van een bepaalde afzender. Het begrip wordt in deze betekenis gebruikt op internetforums en discussiepagina's. De herkomst van het woord is mogelijk ook Engels, het zou dan een derivaat kunnen zijn van het slang-begrip plonker, dat een zich raar gedragend persoon beschrijft.

## Werkwijze
Op internet is het een persoonlijk begrip: wanneer iemand op een forum of usenet een andere gebruiker plonkt betekent dit dat diens berichten enkel voor de insteller worden verwijderd op diens inlogscherm. De gebruiker voegt de ander toe aan zijn killfile indien het op Usenet plaatsvindt. De gebruiker kan enkel nog zien dat er berichten zijn, maar de inhoud wordt niet langer getoond. Het is goed gebruik op fora waaraan men deelneemt niet aan anderen te vertellen wie er op de eigen plonklijst staan, dat wordt als beledigend voor de gebruiker in kwestie beschouwd. Het plaatsen van de reactie "plonk" in een lopende discussie diskwalificeert de schrijver ervan dan ook meteen en wordt beschouwd als een denigrerende persoonlijke diskwalificatie van de geadresseerde.

## Voordelen
Plonken kan goed werken om een discussie op internet gefocust te houden. Het is een manier van zelfbescherming. Als een gebruiker weet dat diens reacties op een ander de discussie niet zullen dienen kan deze ervoor kiezen die gebruiker niet meer te lezen. Ook kan het helpen het overzicht te bewaren in een lange discussie als men bepaalde bijdragen als niet relevant beschouwt voor de eigen meningsvorming en bijdragen.